# Тит Клодий Пупиен Пулхер Максим
Тит Клодий Пупиен Пулхер Максим (на латински: Tiberius Clodius Pupienus Pulcher Maximus; * ок. 195 г.; † 224/226 или след 235 г.) е политик на Римската империя, син на римския император Пупиен и Секстия Цетегила.
Баща му Марк Клодий Пупиен Максим е римски император през 238 г. По-голям брат е на Марк Пупиен Африкан (* 200 г.), който е консул 236 г. Чичо е на Пупиена Секстия Павлина Цетегила и Публий Пупиен Максим.
Максим e суфектконсул 224 или 226 или вероятно през юли 235 г. Жени се за Тинея (* ок. 195 г.), дъщеря на Квинт Тиней Сакердот (суфектконсул 192 и консул 219 г.) и Волузия Лаодика (* ок. 165 г.), дъщеря на узурпатора от 175 г. Авидий Касий и Волузия Ветия Мециана. Тя е внучка на Квинт Тиней Сакердот (консул 158 г.) от висша благородна фамилия, вероятно от Volaterrae (Волтера) в Етрурия.
Баща е на Луций Клодий Тиней Пупиен Бас (* 220 г.), проконсул на Кирена 250 г., който се жени за Оливия Патерна (* 220 г.), дъщеря на Луций Овиний Пакациан и съпругата му Корнелия Оптата Аквилия Флавия и има син Марк Тиней Овиний Каст Пулхер (* 240 г.).